# N214 (België)
De N214 is een gewestweg in Tienen, België tussen de N221 en de N64. De weg heeft een lengte van ongeveer 800 meter.
De weg kruist de Grote Gete en de N29.
De gehele weg bestaat uit twee rijstroken in beide rijrichtingen samen, ook al is niet gehele route zichtbaar door ontbrekende belijning. De naam van de N214 is Getestraat.